# Grumman OV-1 Mohawk
Grumman OV-1 Mohawk là một loại máy bay cường kích và thám sát của lục quân, được thiết kế nhằm giám sát và đột kích trên chiến trường.

## Biến thể

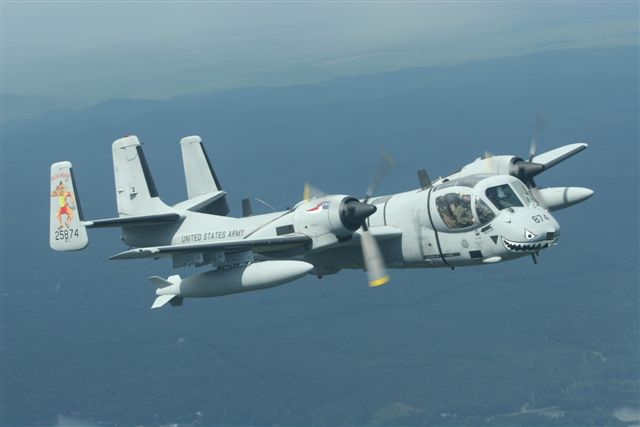
OV-1D Mohawk 874 trên bầu trời hạt Stanly, North Carolina 2006

YAO-1 (YOV-1A)
OV-1A (AO-1AF)
OV-1B (AO-1BF)
OV-1C (AO-1CF)
OV-1D
JOV-1A
RV-1C
RV-1D
OV-1E

## Quốc gia sử dụng
Argentina
- Lục quân Argentina

Từng sử dụng
 Israel
- Không quân Israel

 Hoa Kỳ
- Lục quân Hoa Kỳ

## Tính năng kỹ chiến thuật (OV-1D)
Dữ liệu lấy từ Jane's Civil and Military Aircraft Upgrades 1994–95
Đặc điểm tổng quát
- Kíp lái: 2
- Chiều dài: 41 ft 0 in (12,50 m)
- Sải cánh: 48 ft 0 in (14,63 m)
- Chiều cao: 12 ft 8 in (3,86 m)
- Diện tích cánh: 360 ft² (33,45 m²)
- Trọng lượng rỗng: 12.054 lb (5.467 kg)
- Trọng lượng có tải: 15.544 lb (7.051 kg)
- Trọng lượng cất cánh tối đa: 18.109 lb (8.214 kg)
- Động cơ: 2 × Lycoming T53-L-701 kiểu turboprop, 1.400 shp (1.044 kW)  mỗi chiếc

 Hiệu suất bay 
- Tốc độ không vượt quá: 450 mph (390 knot, 724 km/h)
- Vận tốc cực đại: 305 mph (265 knot, 491 km/h) trên độ cao 10.000 ft (3.050 m)
- Vận tốc hành trình: 207 mph (180 knot, 334 km/h)
- Vận tốc tắt ngưỡng: 84 mph (73 knot, 135 km/h)
- Tầm bay: 944 mi (820 hải lý, 1,520 km)
- Trần bay: 25.000 ft (7.620 m)
- Vận tốc lên cao: 3.450 ft/phút (17,5 m/s)